# Andor József (író)
Andor József, Andrásik (Nyíregyháza, 1871. október 3. – Budapest, 1918. október 9.) pedagógus, író, irodalomtörténész.

## Családja és származása
Apja Andor (született: Andráscsik) József nyíregyházi lakatosmester, anyja Mihovics Etelka (1846–1900). Andor József pedagógusnak a leánytestvére Andor Anna (1865–1937), akinek a férje dr. Garay Kálmán (1852–1906), ügyvéd, országgyűlési képviselő. Fivérük Andor Béla (1873–1914), számvizsgáló.

## Életrajza
Papnövendék volt, és 1888-tól Norbert néven szerzetesként tevékenykedett, majd 1894-ben kilépett a rendből. Ugyanebben az évben végzett a Budapesti Egyetemen történelem–latin szakos tanárként, majd a III. kerületi főgimnáziumban tanított. 1899-ben a II. kerületi főgimnázium tanára lett. 1910-től a Vallás- és Köz-oktatásügyi Minisztériumban dolgozott, egészen a haláláig.
Még szerzetesként, 1892-ben, Cyprián álnéven kezdett írni a Budapesti Hírlapba, de megjelentek írásai a Katholikus Szemlében és az Új Időkben is. Szerkesztője volt a Magyar Középiskola és az Élet című lapoknak. Utóbbinál a katolikus regényirodalom megteremtésén fáradozott, ám ezek a művei mesterkéltek, erőltetettek, elbeszélései leginkább érzelmes történetek voltak.

## Házassága és leszármazottjai
Andor József 1901. május 16-án Budapesten, feleségül vette a nemesi származású granasztói Rihmer Melánia Etelka (Szántova, 1879. július 28.–Budapest, 1929. február 12.) kisasszonyt, akinek a szülei granasztói Rihmer Gyula (1836–1881), uradalmi ispán, és Malcsek Vilma (1850–1887) voltak. Az apai nagyszülei granasztói Rihmer Ferenc (1801–1864), földbirtokos, és Bognár Julianna (1806–1870) voltak. Andor József és Rihmer Melánia frigyéből született:
- Andor Mária Vilma Etelka (Budapest, 1902. szeptember 9.–Budapest, 1925. június 16.). Férje: dr. Kéz Andor (Déva, 1891. augusztus 31. – Budapest, 1968. szeptember 17.) geográfus, egyetemi tanár.[13][14]

## Főbb művei
- Elbeszélések (1897, Cyprián álnéven)
- Két szív I–II. (regény, 1899)
- Utak az életben (1900, Cyprián álnéven)
- Margitka szökése és egyéb történetek (1900)
- Vihar után (regény, 1900)
- Újabb elbeszélések (1907)
- Nagy Lajos magyar király (regényes korrajz, 1908)
- Ijjas Tamás végzete (regény, 1909)
- Tanítónő (regény, 1910)